# Petya Dubarova
Petya Stoykova Dubarova (en búlgaro: Петя Стойкова Дубарова) (25 de abril de 1962 – 4 de diciembre de 1979) fue una poeta búlgara. Nació y vivió en la ciudad costera de Burgas.  Dubarova publicó poemas en periódicos juveniles y revistas como Septemvriyche, Rodna Rech, y Mladezh (Juventud).
Los poemas de Dubarova tenían un estilo frívolo y romántico. Los tópicos de su obra son el amor, el mar, la lluvia y la juventud. Algunas de sus poesías se transformaron en canciones muy populares en Bulgaria en los años '80: Зимна ваканция (Vacaciones de invierno), Пролет (Primavera), Доброта (Bondad), Лунапарк (Feria), Нощ над града (Noche sobre la ciudad).
Dubarova se suicidó al consumir una sobredosis de somníferos el 4 de diciembre de 1979, a la edad de 17 años. Dejó una nota que decía:
"Измамена (Engañado)
Младост (Juventud)
Прошка (Perdón)
Сън (Dormir)
Спомен (Memoria)
Зад стените на голямата къща (Detrás de las paredes de la casa grande)
ТАЙНА (SECRETO)"

## Obras escogidas
- "Az i Moreto" (El mar y yo) (1980)
- "Lyastovitsa. Stihove i Razkazi" (Golondrina. Poemas y cuentos) (1987)